# Districtele Istanbulului

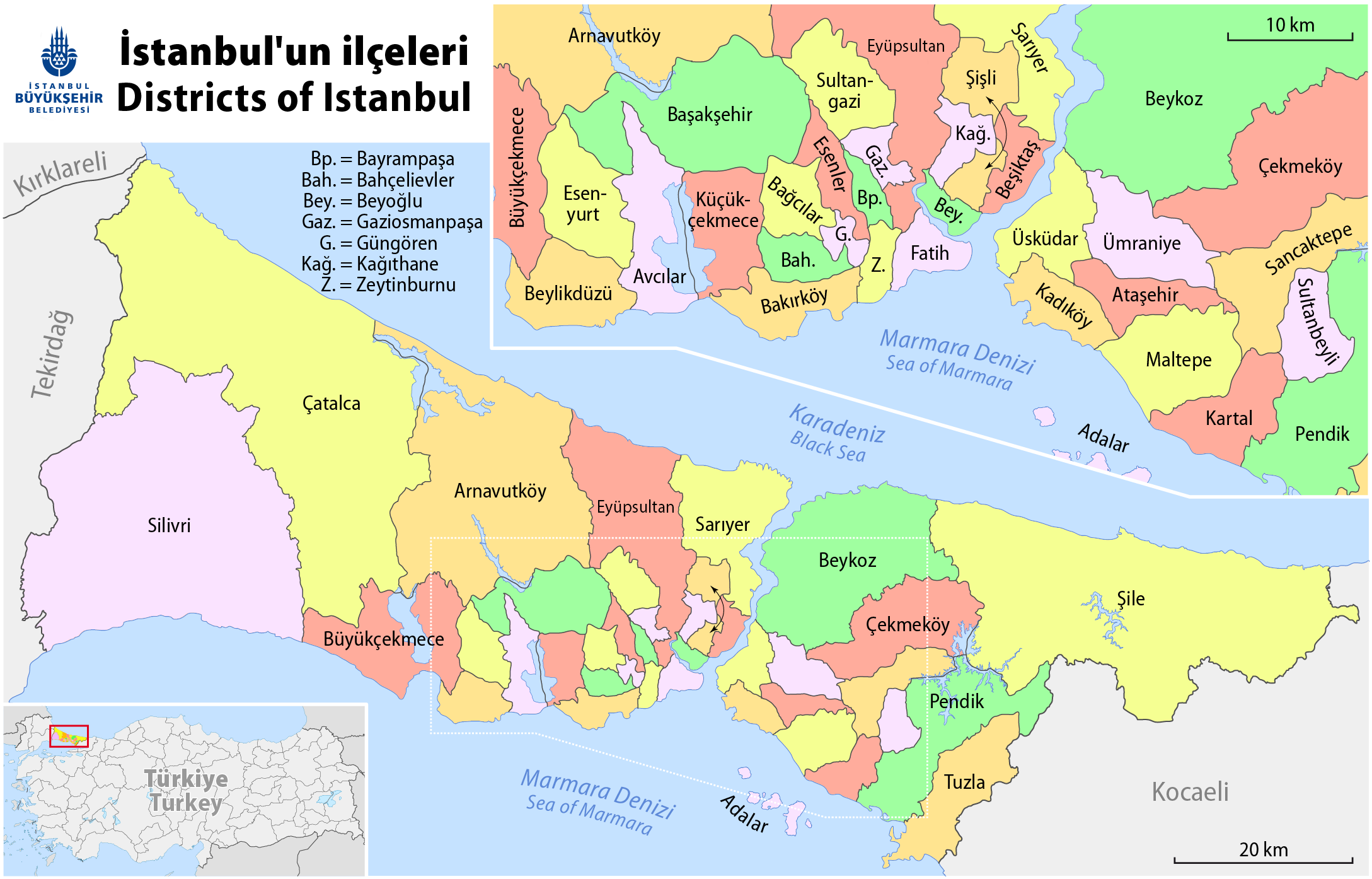
Harta districtelor Istanbulului după aprilie 2008.

După ultima reformă administrativă din aprilie 2008, Istanbulul este împărțit în 39 de districte. Anterior acesteia, orașul avea 32. În cadrul acesteia districtul istoric Eminönü a fost coborât la nivelul de cartier, în timp ce alte 8 au fost create din teritoriul altora deja existente.